# Landtagswahl in Rheinland-Pfalz 1987
- SPD: 40
- Grüne: 5
- FDP: 7
- CDU: 48

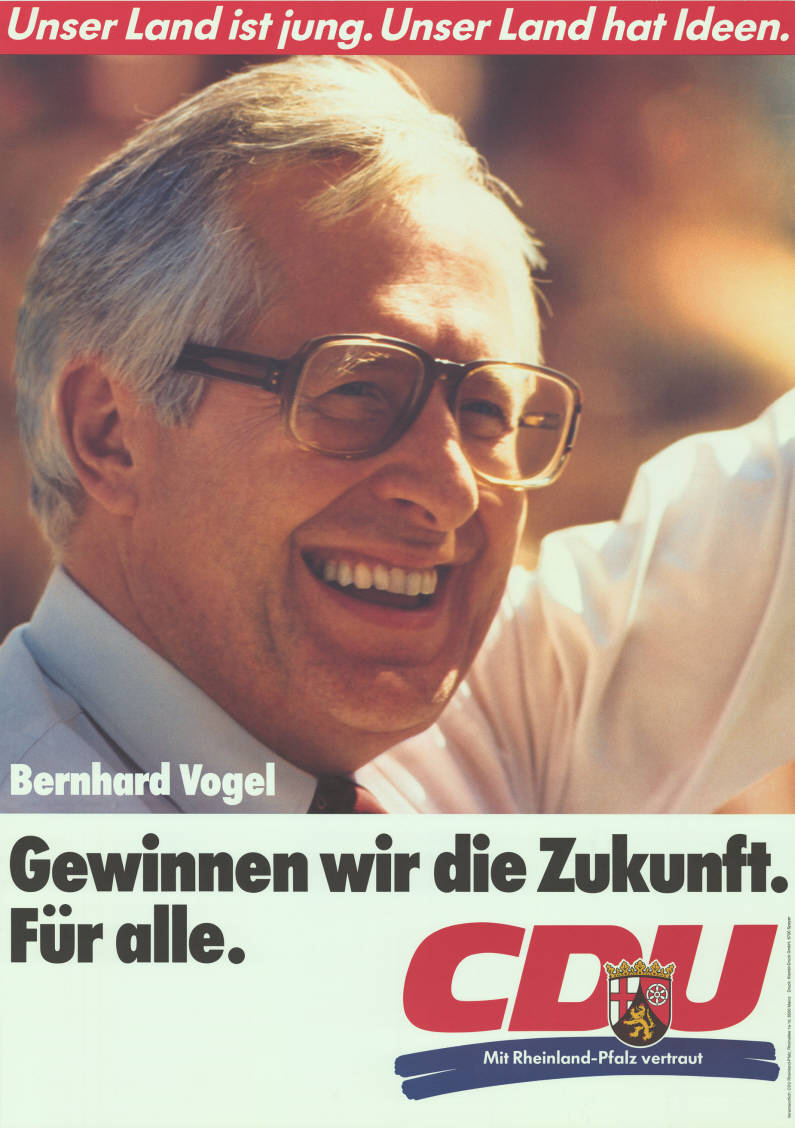
Wahlplakat der CDU mit Ministerpräsident Vogel

Die Landtagswahl in Rheinland-Pfalz 1987 fand am 17. Mai statt. Die bisher allein regierende CDU unter Ministerpräsident Bernhard Vogel verlor ihre absolute Mehrheit und musste daraufhin eine Koalition mit der von Rainer Brüderle geführten FDP eingehen, die den Wiedereinzug ins Parlament schaffte, nachdem sie bei der letzten Wahl erstmals an der Fünf-Prozent-Hürde gescheitert war. Für die SPD kandidierte erstmals Rudolf Scharping als Spitzenkandidat. Die Grünen zogen erstmals in den Landtag ein. Die erstmals kandidierende Freie Wählergruppe Rheinland-Pfalz erreichte mit 1,46 % den höchsten Stimmenanteil aller sonstigen Parteien.

## Ausgangslage
Die Landtagswahl 1983 fand zusammen mit der Bundestagswahl am 6. März 1983 statt. Die CDU erhielt 51,9 Prozent der Stimmen, die SPD 39,6 %; alle anderen Parteien scheiterten an der 5-Prozent-Hürde. 
Bernhard Vogel, Ministerpräsident seit  Dezember 1976, bildete das Kabinett Vogel III. Dieses bestand wie schon die Kabinette I und II ausschließlich aus CDU-Ministern. 

## Wahlergebnis
Endgültiges Ergebnis:
- Wahlberechtigte: 2.866.516
- Wähler: 2.205.967 (Wahlbeteiligung: 76,96 %)
- Gültige Stimmen: 2.177.314
Ungültige Stimmen: 28.653 (1,30 %)

| Partei    | Stimmen   | Anteil in % | Sitze | Sitze 1983 |
| CDU       | 981.412   | 45,07       | 48    | 57         |
| SPD       | 844.241   | 38,77       | 40    | 43         |
| FDP       | 158.964   | 7,30        | 7     |            |
| GRÜNE     | 128.653   | 5,91        | 5     |            |
| FWG       | 31.869    | 1,46        |       |            |
| NPD       | 18.227    | 0,84        |       |            |
| ÖDP       | 9.580     | 0,44        |       |            |
| DKP       | 2.734     | 0,13        |       |            |
| Patrioten | 1.634     | 0,08        |       |            |
| Total     | 2.177.314 |             | 100   | 100        |

→ Liste der Mitglieder des Landtages Rheinland-Pfalz (11. Wahlperiode)